# Chelonomorpha
Chelonomorpha is een geslacht van vlinders van de familie uilen (Noctuidae), uit de onderfamilie Agaristinae.

## Soorten
- C. austeni Moore, 1879
- C. dubia Jordan, 1912
- C. japana Motschulsky, 1860